# UFC 239
UFC 239: Jones vs. Santos è stato un evento di arti marziali miste tenuto dalla Ultimate Fighting Championship il 6 luglio 2019 alla T-Mobile Arena di Paradise negli Stati Uniti d'America.

## Risultati
|                                           | Divisione             |                   |                 |                   | Metodo                                      | Round           | Tempo           | Premio          |
| Card Principale                           | Card Principale       | Card Principale   | Card Principale | Card Principale   | Card Principale                             | Card Principale | Card Principale | Card Principale |
| ----------------------------------------- | --------------------- | ----------------- | --------------- | ----------------- | ------------------------------------------- | --------------- | --------------- | --------------- |
| Sfida valida per il titolo di campione    | Pesi mediomassimi     | Jon Jones (c)     | batte           | Thiago Santos     | Decisione non unanime (47–48, 48–47, 48–47) | 5               | 5:00            |                 |
| Sfida valida per il titolo di campionessa | Pesi gallo femminili  | Amanda Nunes (c)  | batte           | Holly Holm        | KO tecnico (calcio alla testa e pugni)      | 1               | 4:10            | POTN            |
|                                           | Pesi welter           | Jorge Masvidal    | batte           | Ben Askren        | KO (ginocchiata volante)                    | 1               | 0:05            | POTN            |
|                                           | Pesi mediomassimi     | Jan Błachowicz    | batte           | Luke Rockhold     | KO (pugni)                                  | 2               | 1:39            | POTN            |
|                                           | Pesi welter           | Michael Chiesa    | batte           | Diego Sanchez     | Decisione unanime (30–26, 30–26, 30–26)     | 3               | 5:00            |                 |
| Card Preliminare (ESPN)                   |                       |                   |                 |                   |                                             |                 |                 |                 |
|                                           | Pesi piuma            | Arnold Allen      | batte           | Gilbert Melendez  | Decisione unanime (30–27, 30–27, 30–27)     | 3               | 5:00            |                 |
|                                           | Pesi gallo            | Marlon Vera       | batte           | Nohelin Hernandez | Sottomissione (rear-naked choke)            | 2               | 3:25            |                 |
|                                           | Pesi paglia femminili | Cláudia Gadelha   | batte           | Randa Markos      | Decisione unanime (30-27, 30-27, 30-27)     | 3               | 5:00            |                 |
|                                           | Pesi gallo            | Yadong Song       | batte           | Alejandro Pérez   | KO (pugno)                                  | 1               | 2:04            | POTN            |
| Card Preliminare (UFC Fight Pass)         |                       |                   |                 |                   |                                             |                 |                 |                 |
|                                           | Pesi medi             | Edmen Shahbazyan  | batte           | Jack Marshman     | Sottomissione (rear-naked choke)            | 1               | 1:12            |                 |
|                                           | Pesi welter           | Chance Rencountre | batte           | Ismail Naurdiev   | Decisione unanime (29–27, 29–28, 30–27)     | 3               | 5:00            |                 |
|                                           | Pesi gallo femminile  | Julia Avila       | batte           | Pannie Kianzad    | Decisione unanime (30–27, 30–26, 30–26)     | 3               | 5:00            |                 |

## Premi
I lottatori premiati ricevettero un bonus di 50.000 dollari.
Legenda:
- FOTN: Fight of the Night (vengono premiati entrambi gli atleti per il miglior incontro dell'evento)
- POTN: Performance of the Night (viene premiato il vincitore per la migliore performance dell'evento)